# 吳雲甫
吳雲甫（英語：Owen Ng Wan Po，1981年9月17日—），生於英屬香港，籍貫廣東恩平，在香港長大，曾於香港鄧鏡波書院就讀中學，1996年隨家人移民至加拿大多倫多。2009年回流香港發展。
曾任多倫多新時代電視體育新聞主播、加拿大中文電台唱片騎師、Icon Model Management時裝模特兒、電視廣告演員等。
曾参加2009年香港先生選舉，曾為香港無綫電視藝員，曾擔任無綫娛樂新聞台粤語外景記者。2017年以自由身身份回歸無綫電視拍攝荷里活有個大老千。吳雲甫在劇集《荷里活有個大老千》中戲分不少，又跟劉溫馨有感情線，最後更慘死收場，獲不少網民讚演技。
2018年加入亞洲電視數碼媒體，擔任新節目《香港追擊搜》的主持。

## 名字和綽號
吳雲甫的英文名是「Aurelien」，嚴格來說，這是法文名字，是吳雲甫父親的朋友在他出生的時候給他取的。由於「Aurelien」這個名字的發音比較複雜，不是每個人都會唸，有人把它唸成「Auwan」，於是「Auwan」 便成為了吳雲甫的另一個綽號。熟悉吳雲甫的朋友，會親切地稱他為「阿雲」。
自從參加2009年香港先生選舉後，傳媒又給他取了個新綽號：「嫩版必文」。（由來請参看#参選2009年香港先生部分。）
2011年2月起，在吳雲甫的TVB blog內，他的英文名突然從「Aurelien Ng」改成「Owen Ng」，他在網誌內表示更改英文名是因為「Owen」比較容易唸。

## 加拿大生活

### 参軍
吳雲甫曾於2000年2月14日起加入加拿大陸軍三年，隸屬加軍中部第32旅The Lorne Scots (Peel, Dufferin and Halton Regiment)第三營第三隊伍，任職後備步兵一等兵，但因為於2002年某次冬季演習受傷，以及功課繁忙，而於2003年9月12日退伍。

### 就學
吳雲甫在香港長大，曾在香港鄧鏡波書院就讀，1996年隨家人移民至加拿大多倫多。
2002年入讀約克大學，並加入大學中文辯論學會，自此愛上用語言感染其他人。2004年又加入了安大略省大專中文辯論聯盟（Ontario Inter-Collegiate Chinese Debate Alliance），期間擔任過公共關係部總監（2005年）、製作部總監（2006年）和副主席（2007年）之職。
2006年於約克大學以視覺藝術系榮譽生身分畢業，之後於喬治布朗學院（George Brown College）修讀平面設計。

### 任職模特兒
2006年經朋友慫恿下，加入Phoenix Model，晉身模特兒界。
曾任職之模特兒機構及參加演出：
- Phoenix Model
- Runway Model – Alice Ko fashion tour 2006
- Icon Model Management – Toronto Week of Style 2008

### 加入廣播、演藝行業
2006年吳雲甫參加多倫多加拿大中文電台的廣播演藝訓練班。之後參加該FM88.9主辦的《超級新星全能藝人選拔賽》，並獲得「最受現場觀眾歡迎獎」，隨即加入該台工作，參與不同類型的電台節目。
2007年，因加入電台工作而暫停於喬治布朗學院的學業，同年加入新時代電視新聞擔任體育新聞主播。
吳雲甫由於外型討好及笑容燦爛，得到不少廣告商垂青，於是成為數個電視商業廣告的主角，而這些廣告經常於加拿大新時代電視播出。

## 個人生活
吳雲甫於2020年3月1日與瑜伽導師女友林瑋如（Jackie）結婚，一對新人在尖沙咀文化中心簽字註冊。同年5月1日，吳雲甫於社交網站宣布太太懷孕三個月。

## 曾在多倫多主持的節目

### 電台節目（2006年－2008年）
| 節目名稱                                                  | 頻道                   | 其他資料                                         |
| - 交通及天氣速遞 - 11時衝動 - 11時SUN大陸 - 早晨Sport一番 | - 加拿大中文電台AM1430 |                                                  |
| - 約會鍾安妮（A Date with Annie）                         | - 加拿大中文電台AM1430 | - 與鍾安妮合作 - 時間：逢星期日中午12時15分至1時 |
| - 開心返埋嚟                                              | - 加拿大中文電台FM88.9 |                                                  |

### 電視節目（2007年－2008年）
| 節目名稱                 | 頻道         | 其他資料                                                          |
| - 新時代電視新聞體育環節 | - 新時代電視 | - 擔任體育主播 - 在加拿大全國廣播 - 時間：每天晚上7時晚間新聞時段 |

### 電台大型特備節目（2009年）
| 日期            | 節目名稱         | 頻道                   | 其他資料                 |
| - 2009年1月25日 | - 萬花錦繡迎金牛 | - 加拿大中文電台AM1430 | - 萬錦市萬錦廣場現場直播 |

## 在加拿大拍攝之電視廣告

### 2007年－2008年
| 日期       | 廣告名稱                                       | 頻道         | 角色                                                       |
| 2007年12月 | - 加拿大福特Focus汽車粤語電視廣告              | - 新時代電視 | - 擔任配角 - 主角是加拿大白人相聲演員大山（Mark Rowswell） |
| 2008年3月  | - 萬錦市三菱車行粤語電視廣告                   | - 新時代電視 | - 擔任主角之一 - 與盧永鏗合作                              |
| 2008年3月  | - 加拿大Dodge Journey汽車粤語電視廣告          | - 新時代電視 | - 主角                                                     |
| 2008年10月 | - JCY Jewellery TVC（多倫多JCY珍珠園電視廣告） | - 新時代電視 | - 飾演男主角，蜜運情侣之中的男友                           |

## 回流香港
2009年吳雲甫回香港發展，初時主要從事模特兒工作，其演出作品：

### 2009年
| 演出作品 | 年份                    | 作品內容                                              | 角色                                                          |
| 平面廣告 | - 2009年1月 - 2009年6月 | - 香港渣打銀行 - 香港吉之島百貨父の日禮品巡禮產品目錄 | - 飾演穿西裝的馬拉松運動員 - 擔任父の日禮品巡禮產品目錄模特兒 |
| 電視廣告 | - 2009年6月             | - 香港海洋公園2009史前夏水禮                          | - 飾演恐龍帝國裡在噴水的史前古代人                            |
| 電影     | - 2009年3月             | - 馬灣主題公園數碼特技電影《挪亞方舟》                | - 飾演挪亞第三兒子雅弗                                        |

## 参選2009年香港先生
2009年吳雲甫回香港發展，他曾在自己的Facebook專頁內透露自己在回港後本來主要從事模特兒工作，但因為工作量不多，便在六月参加了2009年香港先生選舉。稍後，他入選決賽，成為盛年組第10號的候選人。在選舉活動中，吳雲甫稱自己當時27歲，職業是模特兒，志願是做一位出色的節目主持人。
吳雲甫是該次香港先生選舉的大熱門之一。他給娛樂記者和演藝界的普遍印象是體形比其他選手較健碩和較英俊。
有指吳雲甫酷似藝人鄭嘉穎和敖嘉年，因此有「翻版鄭嘉穎」、「翻版敖嘉年」及「嫩版必文」（即「年輕版必文」）之稱。（註：「必文」是指敖嘉年於無綫電視劇《巾幗梟雄》裡飾演的角色蔣必文。）
7月11日，特備節目「當香港小姐遇上香港先生」在無綫電視翡翠台播映，節目內容為包括吳雲甫在內的12位準香港先生與10位準香港小姐，於廣州番禺長隆水上樂園的遊歷，亦是兩場選美比賽（2009年香港小姐和香港先生）的前奏特輯。隨行的嘉賓還有香港小姐張嘉兒、鄧上文和高海寧等。本節目是吳雲甫首次在無綫電視亮相。

## 第一次謠言風波

### 事件經過
六月底，曾有個別傳媒從網上搜集到吳雲甫的舊照，其內容乃關於男扮女裝，於是個別人士便透過傳媒炒作，宣稱吳雲甫有「易服癖」等「變態舉止」，又宣稱他在加拿大生活時「行為放蕩」云云。吳雲甫隨即在無綫電視香港先生選舉的個人blog上澄清一切。其實所謂的「易服癖」，只不過是他在2006年12月參加加拿大中文電台《超級新星全能藝人選拔賽》中文藝表演的喜劇角色。憑著那次表演，他還獲得「最受現場觀眾歡迎獎」。所有謠言皆被吳雲甫自己其後公開在blog上的一些照片所粉碎，算是平息了這次參選的一個小風波。
稍後，香港先生監製何小慧對傳媒說無綫電視已完全接納吳雲甫對謠言的解釋。吳雲甫更得到當時的電視廣播有限公司業務總經理陳志雲稱讚，認同其內外兼備、智商高和懂得面對負面新聞。

## 第二次謠言風波

### 事件經過
7月20日，亦即2009年香港先生總決賽前五天，突然又有個別人士再次透過傳媒炒作。這次炒作的照片有兩張，內容是當事人「身穿不同禮服和另一女子貌似在進行婚禮」。給個別傳媒炒作的「緋聞」內容大致上提到：「吳雲甫隱瞞婚姻狀況，不但已婚更育有一名2歲大兒子，指他遺下妻兒在多倫多，獨自返港參選香港先生。」又以該兩張提供給炒作的照片以證明「吳雲甫曾經結婚」，更說到「吳雲甫是奉子成婚」云云。
7月21日，正當以上傳聞在數份報章刊登成為新聞之際，各方人士反應：
| 各方人士                       | 反應 | 結果                       |
| 傳媒                           | - 部分傳媒繼續高調報導此事 | - 未能證實傳聞真假         |
| 無綫電視外事部副總監曾醒明     | - 表示香港先生參賽者無論是否申報過已婚或未婚都沒有問題，因為對賽制沒影響。只要參賽者年滿16歲，持有香港有效身份證明文件就可以，大會沒有規定婚姻問題。 | - 沒有回應傳聞真假         |
| 無綫電視2009香港先生監製何小慧 | - 表示已婚人士參加香港先生原則上是沒所謂的。 - 稍後會在香港先生記者會上與吳雲甫了解此事。 - 强調即使有香港先生已婚產子也不會取消參賽資格，已婚有小孩也不會違規。至於說謊虛報參賽資料的講法也只能說不誠實，雖然會影響印象分。 - 之後在香港先生記者會上表示經過查問，大會相信那些「婚禮照片」其實只是工作照而已。 | - 已證實傳聞不是事實       |
| 無綫電視2009香港先生監護人     | - 表示已聯絡吳雲甫，並已了解此事，知道是傳聞而非事實。 | - 已證實傳聞不是事實       |
| 吳雲甫的支持者                 | - 在各大網站例如TVB.com的2009香港先生網頁和吳雲甫的Facebook專頁內，支持吳雲甫的人皆沒有被傳聞所影響，依然繼續支持吳雲甫。 - 普遍認為傳聞是謠言，另有一些支持者認為，吳雲甫2006年在多倫多從事模特兒一職的時候所拍攝的多張照片，被人惡意利用。 | - 強調傳聞是謠言           |
| 吳雲甫本人                     | - 最初沒有公開回應，只向2009香港先生監護人表示是傳聞而非事實。 - 在其Facebook專頁內，曾低調承認那兩張被利用的照片是在多倫多當模特兒時所拍攝的照片。 - 表示早在三年前已經被人誤以為已經結婚（因為照片中人身穿貌似結婚禮服）。 - 稍後，於無綫電視安排的香港先生記者會上，吳雲甫正式公開回應此次傳聞。他說相片是他在2006年及2008年從事模特兒工作，演出婚紗沙龍展時拍下的。照片中的新娘並非他女友，他從來沒有結婚及誕下子女，這不過是一場誤會。 | - 謂傳聞只是一場美麗的誤會 |

吳雲甫自參賽以來面對的第二場謠言小風波，就此落幕。

## 第三次謠言風波

### 事件經過
7月24日，亦即2009年香港先生總決賽前一天，個别人士仍未放棄利用傳媒散播有關吳雲甫的輿論。由於前兩次的謠言風波當中，被公開的照片後來都證實為吳雲甫工作時拍下的演藝和模特兒相片，今次個别人士疑似特意採用一些真實的生活照去利用傳媒製造話題。
這些照片的內容大概是「一班靑年男女在玩耍，男主角疑似被眾多女性友人強逼捲起衣衫和撫摸其身體，男主角還疑似自我樂在其中」。另一張照片則是吳雲甫與亞洲電視藝員顏子菲在餐廳進餐的合照。這次個别人士利用傳媒製造的話題，主要內容是：「吳雲甫喜歡把類似的『豪情照』放上Facebook任人觀賞，同時稱他為了增加香港先生網上投票的選票，不惜利用手段強逼朋友和向女性朋友獻吻去買票」。
稍後，2009香港先生選舉大會讓12位準香港先生以健碩體魄配合泳装的形象公開會見傳媒。當時吳雲甫再次公開為自己闢謠。他承認所謂的「豪情照」裡的男主角是自己，但強調那些只是「生活照」，也強調照片是數年前唱卡拉OK時朋友拍攝的，吳雲甫自己從沒擁有該批照片，他估計照片是被他人公開的。他又否認自己因得罪人而招致諸多謠言。至於「生活照」裡被認為過份開放的行為，吳雲甫表示因為當時年紀尚輕，和朋友開玩笑玩得投入而得意忘形，他說現在已經變得成熟，明白因為已參選香港先生，必須注重形象，現時沒有做過任何破壞形象的事。
另外，吳雲甫承認曾和亞洲小姐亞軍顏子菲聚餐，因為對方是舊同事，但現時大家各在不同的公司，所以身份尷尬，已沒有找她。他否認有買票或造票行為，他只會請朋友支持自己，但從沒有以任何手段買票或製造選票。事實上，有傳媒說吳雲甫因為看到自己在TVB.com人氣榜上人氣下跌，於是用手段買票或造票的傳言，明顯就是沒根據，因為網上投票是於比賽當天以投暗票方式進行，和TVB.com人氣榜是兩回事。個別傳媒把兩項不同性質的投票活動混淆，到最後公佈出來的資料當然就是不盡不實了。另一方面，無綫電視外事部副總監曾醒明曾以電話對傳媒表示，大會踏入7月25日凌晨開始接受觀眾投票，是為香港先生選舉其中一個環節「復活戰」投票，與TVB.com內的得票亦會加在一起，再加上現場評判評分，所以參賽者叫朋友投票實屬正常。
吳雲甫最後表示，負面新聞已經影響到他參賽的心情，不過就算輸了比賽也沒所謂，因為他只在乎参選過程，並不在乎輸赢。他亦暗示如果今次輸了，責任不在自己，而在於製造負面新聞的人以及被利用的傳媒。

### 選舉结果
7月25日晚上八點半，2009香港先生總決賽正式展開。身為大熱門的吳雲甫或因受負面新聞所累，於頭兩回合表現未見突出，並且表現拘謹，最後只得53分而大熱倒灶，未能晉身四強，於首輪已淘汰出局。2009香港先生的少年組冠軍由1號陳偉洪奪得，盛年組冠軍則由7號許家傑獲取。隨後在「敗者復活戰」的投票率，10號吳雲甫輸了給8號李偉健，因而喪失了以「復活戰」反敗為勝的機會。最後，7號許家傑正式嬴取2009香港先生名銜。
吳雲甫雖沒有在2009香港先生選舉贏得任何獎項，但無可否認，藉著參選，他在香港獲得了極大的知名度。

## 加入無綫電視成為藝員
2009年8月12日吳雲甫加入無綫電視成為旗下代理人合約男藝員。

### 曾参與的TVB節目

#### 娛樂新聞
由2009年到現在
| 拍攝               | 首映               | 節目名稱     | 頻道               | 其他資料                                                        |
| 2009年10月起至現在 | 2009年10月起至現在 | 娛樂頭條     | 無線娛樂新聞台     | - 擔任粵語外景記者                                              |
| 2009年10月起至現在 | 2009年10月起至現在 | 娛樂新聞報道 | 無線娛樂新聞台、J2 | - 擔任粵語外景記者                                              |
| 2009年10月起至現在 | 2009年10月起至現在 | 東張西望     | 翡翠台、高清翡翠台 | - 擔任粵語外景記者 - 剪輯自當天無線娛樂新聞台娛樂頭條之部分片段 |

### 2010年
| 首映          | 電視劇名稱         | 角色                              |
| 2010年5月     | 談情說案           | - 嫌疑犯程先生（第14集）          |
| 2010年8月     | 公主嫁到           | - 吐蕃王子的侍從，雅（第28-30集） |
| 2010年10月4日 | 讀心神探           | - 軍裝警員PC66953王百金           |
| 2010年10月    | 巾幗梟雄之義海豪情 | - 明居俊十（日本士兵）            |

### 2011年
| 首映       | 電視劇名稱       | 角色                                                           |
| 2011年2月  | Only You 只有您  | - 醫生（第17集）                                               |
| 2011年3月  | 女拳             | - 韶關阿狗手下 - 民初時代的貴利收數佬                          |
| 2011年3月  | 誰家灶頭無煙火   | - 情侶（第16集） - 伙記（第23-24, 42集）                       |
| 2011年4月  | 洪武三十二       | - 殺手（第7-8集）                                              |
| 2011年4月  | 點解阿Sir係阿Sir | - 猛男（第12集）                                               |
| 2011年6月  | 花花世界花家姐   | - 酒店經理（第20集）                                           |
| 2011年6月  | 團圓             | - 電腦工程師                                                   |
| 2011年6月  | 真相             | - ICAC職員（第6集）                                            |
| 2011年7月  | 紫禁驚雷         | - 副將（第18集）                                               |
| 2011年8月  | 潛行狙擊         | - 范卓臣（張松枝飾演）的朋友（第8集） - 泰山（李家鼎飾演）手下 |
| 2011年9月  | 九江十二坊       | - 群眾（第6集）                                                |
| 2011年10月 | 法證先鋒III      | - Robbie                                                       |
| 2011年11月 | 萬凰之王         | - 侍衛                                                         |
| 2011年11月 | 天與地           | - Moon Walk青年（第3集）                                       |
| 2011年12月 | 我的如意狼君     | - 高爾泰（陳山聰飾演）的朋友（第4集）                          |

### 2012年
| 首映      | 電視劇名稱       | 角色                                             |
| 2012年1月 | 換樂無窮         | - 示威人士（第1-3集）                            |
| 2012年1月 | 缺宅男女         | - 警員（第3, 22-23集）                           |
| 2012年1月 | 結·分@謊情式     | - 洪皓然（第49集）                               |
| 2012年2月 | 4 in Love        | - 陳生（第5集）                                  |
| 2012年2月 | On Call 36小時   | - 蔣應禾（Philip）                               |
| 2012年3月 | 當旺爸爸         | - 大漢（第9集） - 《超音巨聲2》Band（第10-11集） |
| 2012年3月 | 東西宮略         | - 信陽君之親兵（第25集）                         |
| 2012年4月 | 拳王             | - 醫生                                           |
| 2012年5月 | 耀舞長安         | - 侍衛（第7集）                                  |
| 2012年5月 | 愛·回家 (第一輯) | - 酒店經理（第4集） - 主7（第51集）              |
| 2012年5月 | 心戰             | - 酒客                                           |
| 2012年7月 | 回到三國         | - 囚犯（第7,13集） - 花燈會情侶（第9集）         |
| 2012年8月 | 怒火街頭2        | - 友人（第11集）                                 |
| 2012年8月 | 造王者           | - 衙差                                           |
| 2012年9月 | 雷霆掃毒         | - 毒販手下                                       |

### 2017年
| 首映       | 電視劇名稱 | 角色   |
| 2017年12月 | 性在有情   | - 壯男 |

### 2019年
| 首映      | 電視劇名稱 | 角色     |
| 2019年1月 | 有個大老千 | - 祝大勇 |

#### 大型综合性節目
2009年
| 拍攝           | 首映           | 節目名稱              | 頻道               | 其他資料                                          |
| 2009年7月25日  | 2009年7月25日  | 2009香港先生選舉      | 翡翠台、高清翡翠台 | - 盛年組10號参選者                                |
| 2009年11月19日 | 2009年11月19日 | 萬千星輝賀台慶2009    | 翡翠台、高清翡翠台 | - 代表香港先生作序幕演出                          |
| 2009年12月24日 | 2009年12月24日 | 平安夜倒數Dance Party | 翡翠台、J2         | - 沙田新城市廣場現場直播 - 代表無綫娛樂新聞台演出 |

2010年
| 拍攝         | 首映         | 節目名稱            | 頻道           | 其他資料                                   |
| 2010年8月3日 | 2010年8月3日 | APM終極放榜前的晚上 | 無綫娛樂新聞台 | - 觀塘APM現場直播 - 代表無綫娛樂新聞台演出 |

### 2011年
| 拍攝         | 首映         | 節目名稱                     | 頻道   | 其他資料                                    |
| 2011年2月3日 | 2011年2月3日 | 2011國泰航空新春國際匯演之夜 | 翡翠台 | - 九龍尖沙咀現場直播 - 與温家偉一起扮演財神 |

### 2009年
| 拍攝      | 首映          | 節目名稱               | 頻道   | 其他資料                                                                        |
| 2009年6月 | 2009年7月11日 | 當香港小姐遇上香港先生 | 翡翠台 | - 代表該屆香港先生與該屆香港小姐宣傳這兩項選美活動 - 在廣州番禺長隆水上樂園拍攝 |

### 2010年
| 拍攝          | 首映           | 節目名稱                          | 頻道           | 其他資料                                                |
| 2009年12月    | 2010年1月2日   | 愛情研究院                        | J2             | - 第87集的嘉賓                                          |
| 2010年2月     | 2010年2月15日  | 美女糕照迎虎年                    | 無綫娛樂新聞台 | - 主持 - 與容羨媛合作                                   |
| 2010年8月     | 2010年9月8日   | 健康奇案錄                        | 翡翠台         | - 第8集 - 與梁嘉琪合作 - 飾演吳楚晴（梁嘉琪）的新婚丈夫 |
| 2010年9月15日 | 2010年11月29日 | 兄弟幫第211集（紀律部隊之入伍篇） | J2             | - 與許家傑一起擔任嘉賓                                  |
| 2010年9月15日 | 2010年11月30日 | 兄弟幫第212集（紀律部隊之實戰篇） | J2             | - 與許家傑一起擔任嘉賓                                  |

### 2012年
| 拍攝   | 首映          | 節目名稱       | 頻道   | 其他資料 |
| 2012年 | 2012年2月25日 | 世界衝擊影像社 | 翡翠台 |          |

### 2010年
| 拍攝       | 首映       | 作品名稱     | 主唱歌手 | 造型           |
| 2010年12月 | 2010年12月 | 地球應援團MV | 糖兄妹   | - 飾演年輕父親 |

| 拍攝       | 首映       | 作品名稱                  | 性質                                   | 造型                                 |
| 2009年10月 | 2010年2月  | 72家租客宣傳海報          | 與邵氏合作2010年賀年電影               | - 以飛機師形象亮相於該電影的宣傳海報 |
| 2010年6月  | 2010年6月  | 解開魔法陣終極篇宣傳片    | 為明珠台節目解開魔法陣終極篇宣傳       | - 飾演蒙面魔術師（法爾·范倫鐵諾）    |
| 2010年10月 | 2010年10月 | True Blood第一季宣傳片    | 為明珠台外購電視劇True Blood第一季宣傳 | - 飾演妖男                           |
| 2010年11月 | 2010年11月 | True Blood第二季宣傳片    | 為明珠台外購電視劇True Blood第二季宣傳 | - 飾演殭屍                           |
| 2010年11月 | 2010年11月 | NBA賽時轉播宣傳片《變心》 | 為明珠台節目NBA賽時轉播宣傳            | - 飾演籃球員 - 與李偉健合作          |

### 2011年
| 拍攝      | 首映      | 作品名稱                                         | 性質                                                       | 造型                                                                              |
| 2011年3月 | 2011年4月 | 美國電視片集Popular Science's Future Of...宣傳片 | 為明珠台外購美國電視節目Popular Science's Future Of...宣傳 | - 飾演小販管理隊員 - 與李偉健合作 - 英語對白                                      |
| 2011年2月 | 2011年3月 | 周五星級影院（Friday Hall of Fame）宣傳短片      | 為明珠台電影欣賞時段宣傳                                   | - 飾演有品味的男士 - 與方紹聰合作                                                 |
| 2011年3月 | 2011年3月 | 電影奪寶奇兵系列宣傳短片                         | 為明珠台重播電影奪寶奇兵系列宣傳                           | - 飾演美國西部牛仔 - 與趙希洛合作 - 以剪接手法與奪寶奇兵眾演員同台演出 - 英語對白 |
| 2011年3月 | 2011年3月 | 香港國際七人欖球賽2011宣傳短片                   | 為翡翠台獨家轉播香港國際七人欖球賽2011宣傳                 | - 飾演技巧不精的芭蕾舞舞蹈員                                                      |
| 2011年4月 | 2011年4月 | 飲食天王頒獎典禮2011宣傳短片                     | 為翡翠台主辦節目飲食天王頒獎典禮2011宣傳                   | - 飾演全城肚餓民衆的一人                                                          |

## 外部連結
- 吳雲甫個人網站
- 吳雲甫Facebook專頁
- 吳雲甫的新浪微博
- 吳雲甫 TVB blog
- 2009香港先生選舉吳雲甫個人檔案（页面存档备份，存于）